# No Muhjon
No Muhjon (hangul: 노무현, handzsa: 盧武鉉, RR: Roh Moo-hyun; Pongha (Bongha), 1946. szeptember 1. – Jangszan (Yangsan), 2009. május 23.) dél-koreai politikus, 2003–2008 között hazája államfője. 2004. március 12-én megvádolták azzal, hogy illegálisan kampányolt, és egy időre Ko Gon miniszterelnök látta el a feladatait, de május 14-én az ország alkotmánybírósága felmentette a vád alól.
No (Roh) megválasztása előtt emberi jogokkal foglalkozó ügyvéd volt. Felesége Kvon Jangszuk (Kwon Yang-suk) (권양숙). Egy fia és egy lánya van.
Távozása után egy évvel korrupcióval gyanúsították meg. Az ellene folyó eljárás nagy közfigyelmet kapott, pártjának összeomlásával, és annak jogutódjának (Demokrata Párt) következő választásokon való előre borítékolt vereségével járt.
2009. május 23-án korrupciós botrányának következtében öngyilkos lett.

## Fiatalkora

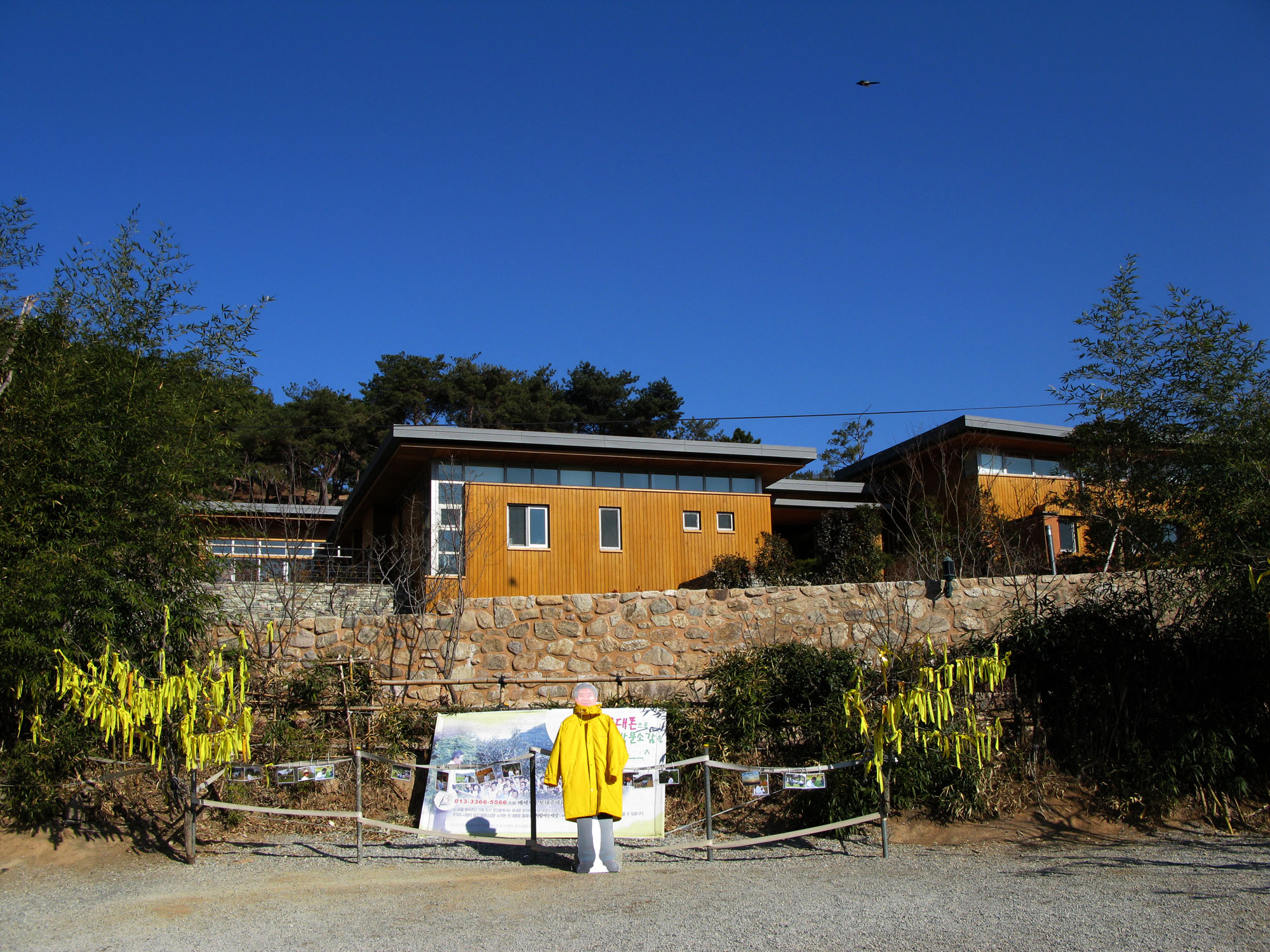
Szülőháza Pongha (Bongha) faluban

1946-ban, szegény földműves családba, No Phanszok (Roh Pan-seok) és I Szullje (Lee Sun-rye) legfiatalabb gyermekeként született Pongha (Bongha) faluban (napjainkban Kimhe (Gimhae) része). Családja

Kvangdzsuból (Gwangju-ból) települt át Kimhe közelébe.
Felső tagozatos általános iskolájában meghirdettek egy írói pályázatot Li Szin Man (Syngman Rhee) születésnapja alkalmából. No (Roh) megpróbált diákmozgalmat szervezni ez ellen, de elkapták és felfüggesztették az intézményből.
Miután bátyja, aki jogot, tanult autóbalesetben életét vesztette, No Muhjon (Roh Moo-Hyun) elhatározta, hogy bíró lesz. 1975-ben tette le jogi vizsgáját, 1977-ben pedig Tedzson (Daejeon) bírója lett, de egy évvel később felmondott, és ügyvéd lett.
1981-ben olyan diákok védelmét képviselte, akiket rendszerellenes irodalmi művek birtoklásával gyanúsítottak, és ezért meg is kínoztak. Saját bevallása szerint ez az ügy teljesen megváltoztatta az életét, és ekkortól állt ki az emberi jogok mellett. Több ügyvéddel együtt arra jutott, hogy a vádak koholmányok voltak.
1985-ben elkezdett részt venni civil mozgalmakban, és ellenezte az autokratikus rendszert. 1987-ben részt vett a Cson Duhvan (Chun Doo-hwan) elleni tüntetéssorozaton. No (Roh) éppen egy tüntető gyári munkás, I Szokkju (Lee Seok-kyu) halálának okát kutatta, mikor bebörtönözték. Később napvilágot látott, hogy a munkást egy elszabadult rendőrségi könnygáz-lövedék ölte meg. Megvádolták azzal, hogy engedély nélkül folyt bele az ügybe, és hogy meggátolta az áldozat temetését. Habár 20 nap múlva szabadon engedték a közhangulat fokozódása miatt, ügyvédi engedélyétől megfosztották.

## Halála
„Túl sok embernek vagyok adósa. Túl nagy fájdalom ért sok embert miattam. Fel sem foghatom, a jövőben még mennyi fájdalom fogja érni őket. Életem nagyja csupán teher lenne másoknak. Rossz egészségi állapotom miatt képtelen vagyok bármire is. Nem tudok könyvet olvasni, sem levelet írni.
Ne legyetek túlságosan szomorúak. Az élet és a halál is természetes dolog, nem? Ne bánkódjatok. Ne nehezteljetek senkire. Ez a sorsom.
Hamvasszatok el. Csupán egy kis sírkövet helyezzetek el otthonom közelében. Régóta gondolkoztam már ezen.”

– Búcsúüzenete

2009. május 23. reggelén levetette magát a szülőfalujának közelében található Puongi paü (Bueong-i bawi)-ről („Bagolyszikla”).
45 métert zuhant, súlyos fejsérüléseket szenvedett, helyi idő szerint 7:20-kor szállították kórházba, a halál beálltát 9:30-kor állapították meg.
Közel 4 millió ember látogatta meg szülőfaluját a halála utáni hetekben.